# Base du groupe statuaire de Domitius Ahenobarbus
La base du groupe statuaire de Domitius Ahenobarbus, également appelée par convention autel de Domitius Ahenobarbus, se compose d'une série de quatre plaques de marbre sculptées qui ornaient vraisemblablement un socle destiné à supporter des statues de culte et placé dans la cella d'un temple dédié à Neptune, situé à Rome, sur le Champ de Mars.
La frise est datée de la fin du IIe siècle av. J.-C., ce qui en fait le second plus ancien exemple de bas-relief romain connu à ce jour, le premier figurant sur la colonne érigée par le consul Lucius Aemilius Paullus Macedonicus en l'honneur de sa victoire à la bataille de Pydna en 168 av. J.-C.
Les panneaux sculptés sont toujours visibles aujourd'hui, une partie est exposée au musée du Louvre (Ma 975) et l'autre à la Glyptothèque de Munich (Inv. 239). Une copie de cette dernière partie est également visible au musée Pouchkine de Moscou.

## Localisation
La base ornée des reliefs dite « de Domitius Ahenobarbus » devait se trouver dans le temple de Neptune construit près du Circus Flaminius,, sur le Champ de Mars. Les vestiges de ce temple ont peut-être été retrouvés récemment sous l'église de Santa Maria in Poblicolis mais leur identification n'est pas certaine.

## Histoire

### Antiquité
Les reliefs semblent liés à la construction d'un temple dédié à Neptune sur le Champ de Mars. Le commanditaire, probablement Cnaeus Domitius Ahenobarbus, a voué un temple au dieu de la mer à la suite d'une victoire navale, peut-être la victoire remportée au large de Samos entre 129 et 128 av. J.-C. sur Aristonicos qui a tenté de s'opposer à la donation testamentaire de Pergame à Rome effectuée par le roi Attale III. La construction ou la restauration d'un temple préexistant ne daterait que de 122 av. J.-C., année où Cnaeus Domitius Ahenobarbus atteint le consulat,.
Les reliefs de la base de la statue de culte, qui ne se composent à l'origine que des scènes mythologiques, auraient ensuite été complétés après la censure de Cnaeus Domitius Ahenobarbus en 115 av. J.-C. avec un quatrième panneau. D'autres hypothèses avancent les censures de Lucius Valerius Flaccus et de Marcus Antonius qui pourraient également être reconnues dans les motifs des reliefs.
En 41 av. J.-C., Cnaeus Domitius Ahenobarbus, descendant du précédent, partisan du parti républicain et des assassins de César, fait frapper des aureus à l'occasion d'une victoire navale dans l'Adriatique sur un partisan d'Octave où figurent à l'avers le profil de son ancêtre et au revers l'image d'un temple tétrastyle accompagnée de la légende « NEPT CN DOMITIUS L F IMP ».

### Renaissance
Les reliefs sont mentionnés en 1629 et en 1631 après avoir été mis au jour lors de grands travaux menés par la famille romaine des Santacroce entre 1598 et 1641, notamment la construction et l'agrandissement d'un palais près du Tibre sous la direction de l'architecte Peparelli. Les reliefs sont alors réutilisés dans la décoration du cortile du palais, leur présence dans le palais étant attestée à partir de 1683.

## Description

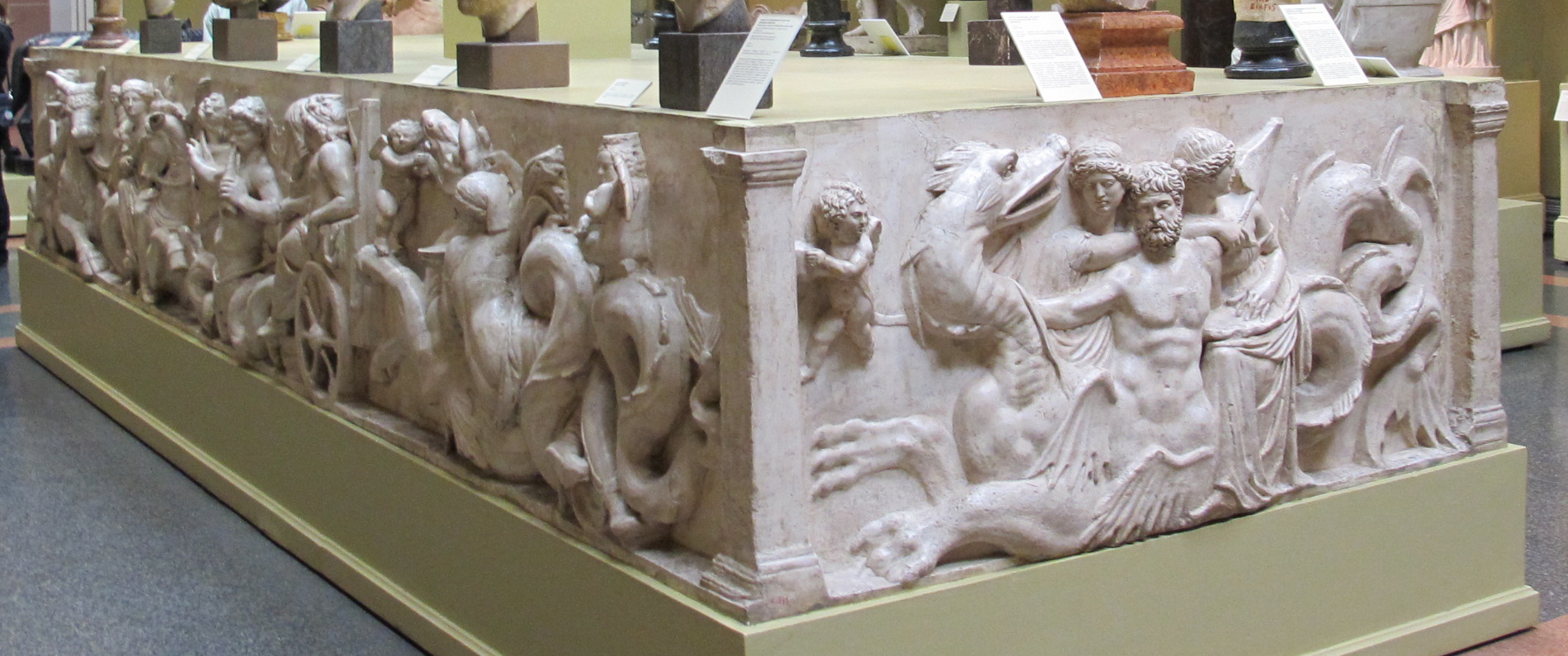
Moulage des panneaux mythologiques, musée Pouchkine.

Les reliefs ne font probablement pas partie à l'origine d'un autel, malgré la dénomination commune, mais d'une grande base rectangulaire longue de 5,60 mètres, large de 1,75 mètre et haute de 0,80 mètre, destinée à supporter les statues de culte. Parmi ces dernières, œuvres attribuées au sculpteur grec Scopas, on peut citer un important groupe statuaire dans lequel figurent Neptune, Thétis, Achille, les Néréides et les Tritons, ainsi que Phorcus, son cortège, des monstres marins et d'autres créatures fantastiques.
Les reliefs se composent de deux grands panneaux fixés sur les côtés longs de la base et de deux plus petits sur les petits côtés. L'un des grands panneaux, conservé au musée du Louvre, est typique de l'art civique romain et représente une scène qu'on ne retrouve qu'à Rome à cette époque : le recensement des citoyens. Les trois autres faces illustrent un thème mythologique dans un style hellénistique, les noces de Neptune et d'Amphitrite. Étant donné la différence de style et de sujet et le fait que les matériaux utilisés ne soient pas les mêmes, on peut supposer que les deux frises ne sont pas contemporaines. La frise mythologique semble avoir été exécutée en premier, couvrant trois côtés de la base qui devait être à l'origine adossée au mur du fond de la cella. Quelques années plus tard, la base est décalée du mur, laissant libre la quatrième face sur laquelle est apposé le dernier panneau,.

### La scène historique
Le panneau historique de l'autel, long de 5,65 mètres, haut de 80 centimètres et épais de 15 centimètres, en marbre de Paros, présente un bas-relief illustrant les différentes étapes d'un recensement des citoyens romains. Le relief, qui est un des premiers exemples de style continu, se lit de gauche à droite et peut être divisé en trois séquences : l'inscription des citoyens romains sur les registres du cens, la purification de l'armée près d'un autel dédié à Mars et la levée des soldats.

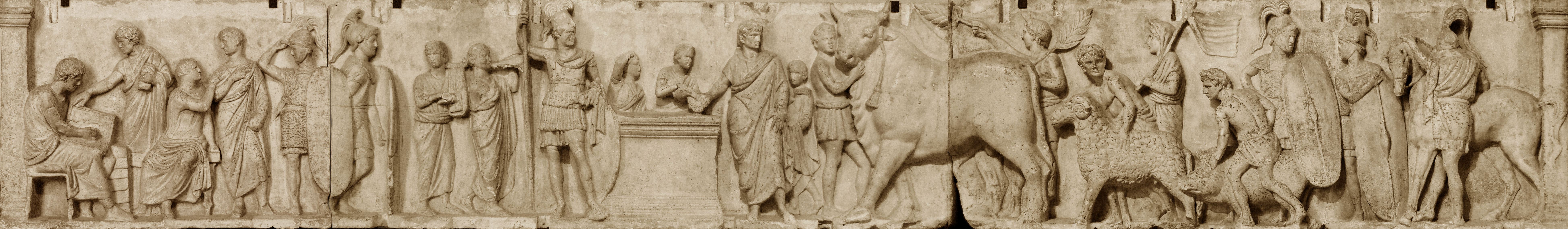
Face historique du relief de Domitius Ahenobarbus.

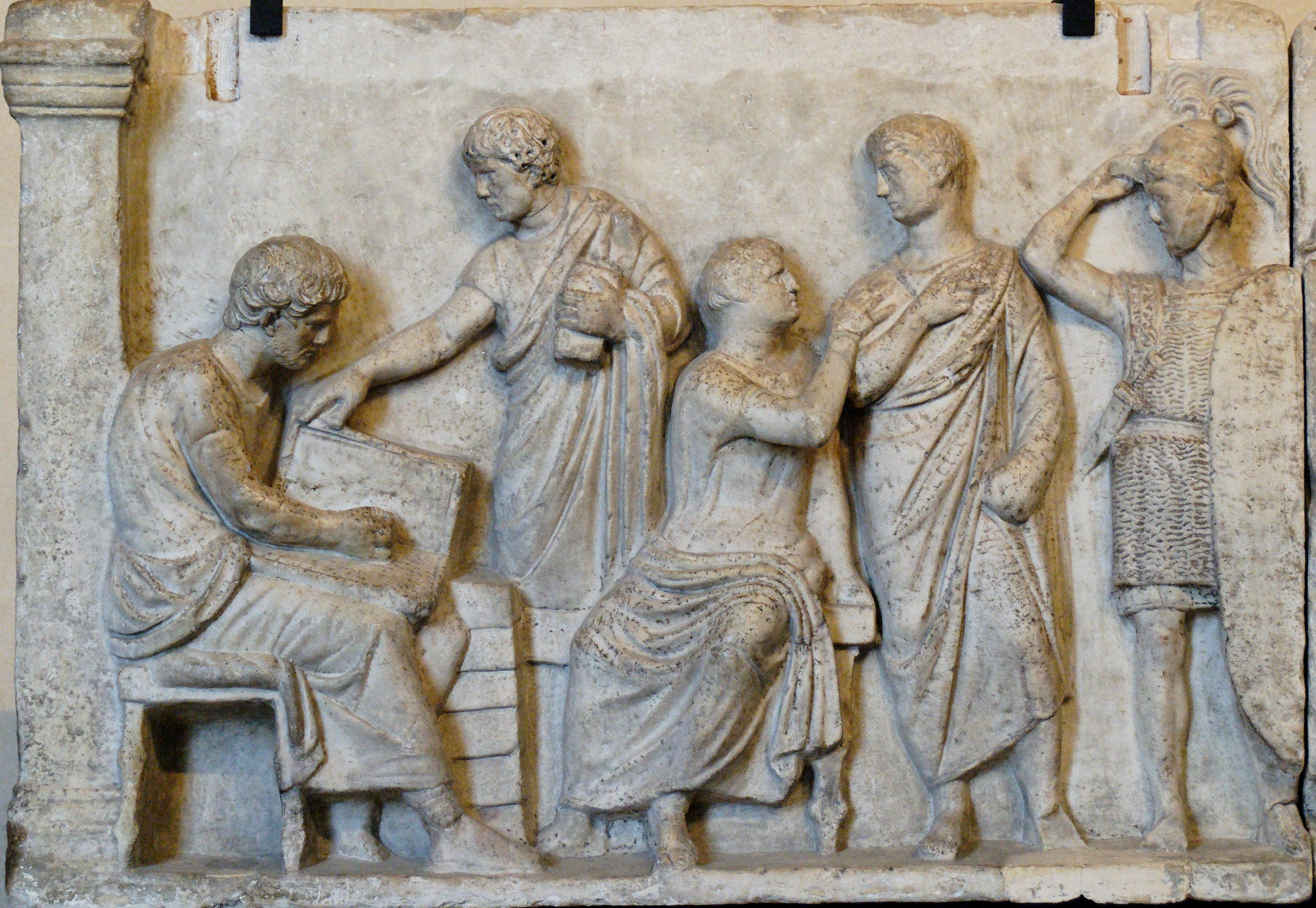
Enregistrement des citoyens romains.

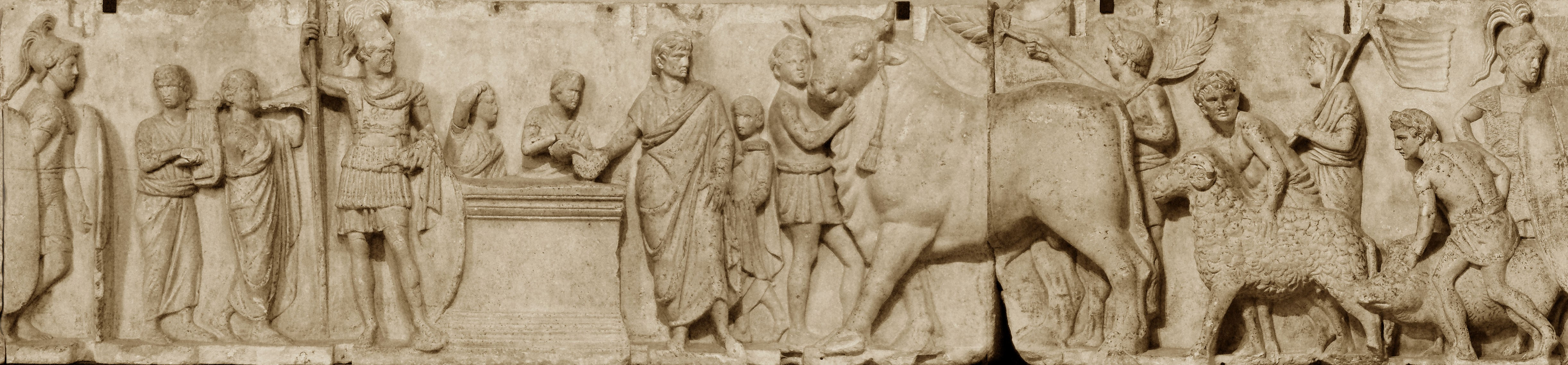
Purification de l'armée.

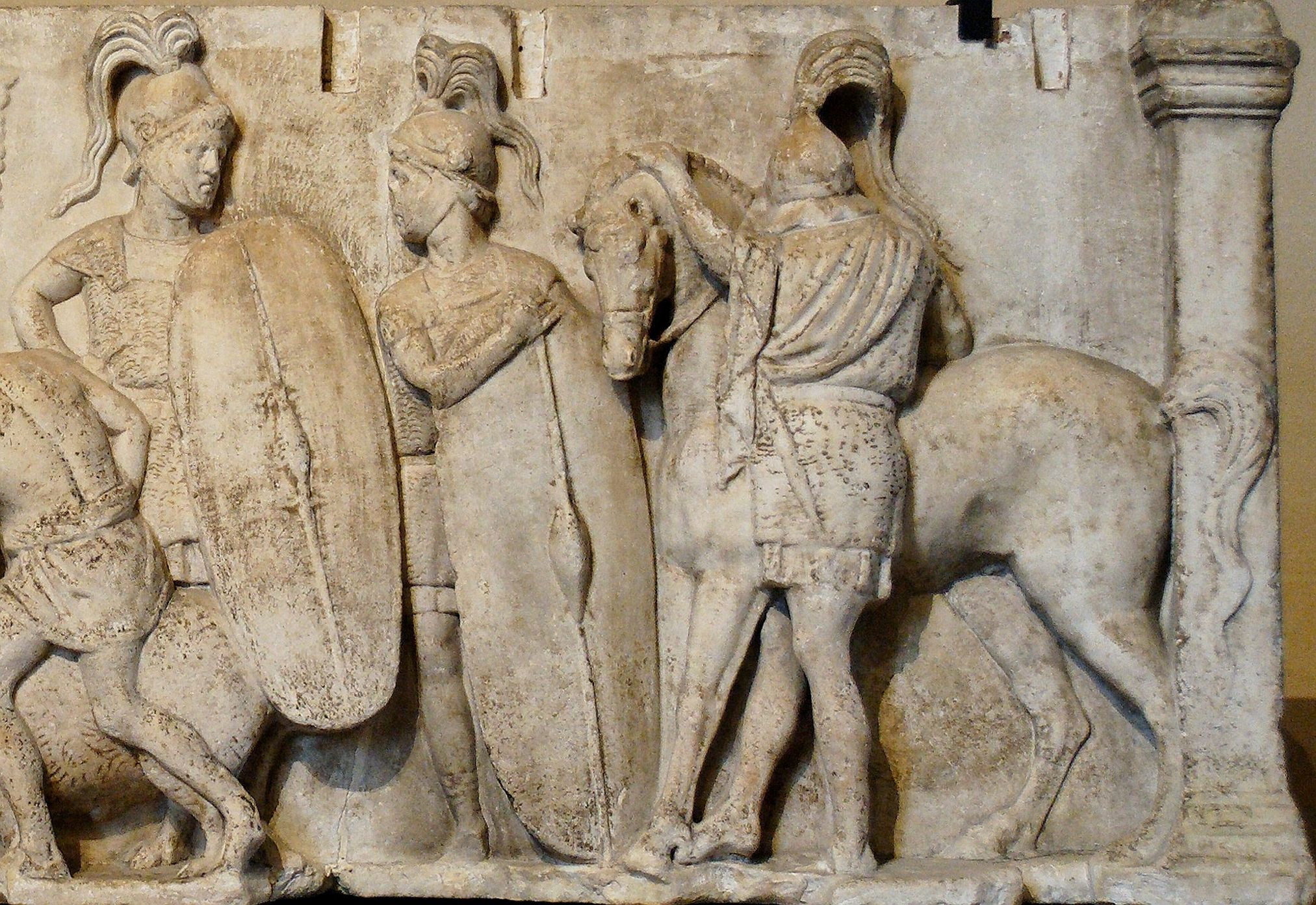
Levée de l'armée.

#### Première séquence
Tout à gauche du bas-relief, un employé du census (le scriba) inscrit sous la dictée l'identité et la nature des biens d'un citoyen qui se tient debout devant lui, des tablettes dans une main tandis que sa main gauche semble appuyer ses dires, consignés par le greffier. Ces données sont consignées dans un codex, composé de deux tabulae en bois, que le scriba tient sur ses genoux. À ses pieds, on aperçoit six de ces codex empilés. L'identité de ce personnage assis n'est pas assurée, un détail remettant en cause son identification au scriba : à ses pieds, on aperçoit ce qui pourrait être des calcei, chausses réservées aux personnages de rang sénatorial. Il pourrait donc s'agir d'un des deux censeurs.
C'est par cette scène que débute le cens, période pendant laquelle chaque citoyen romain est recensé. Le censeur, magistrat romain ici représenté assis derrière le citoyen qui effectue la professio, la main sur le cœur en signe de sa bonne foi, détermine ainsi en fonction de la richesse de chacun qui siègera au sénat et qui ira au combat, les Romains considérant que seuls les fortunés étaient à même de défendre leur cité car ils y avaient intérêt. Le censeur est représenté une main sur l'épaule d'un quatrième personnage vêtu d'une toge. Par ce geste (la manumissio), le censeur accepte sa déclaration et rend son arbitrage (la discriptio), ce qui clôt l'acte de classement. Le citoyen montre de la main un des fantassins, indiquant par là la centurie qu'il rejoint. Il pourrait ici s'agir d'une évocation de la censure de Cnaeus Domitius Ahenobarbus et de Lucius Caecilius Metellus en 115 av. J.-C.

#### Deuxième séquence
Vient ensuite une scène religieuse, la cérémonie du lustrum qui légitime l'acte de recensement, présidée par un des deux censeurs qui se tient à droite de l'autel dédié à Mars. Ce dernier est représenté en arme et en cuirasse à gauche de l'autel. À droite, trois victimaires amènent le taureau, le mouton et le porc (les suovetaurilia) qui seront sacrifiés en l'honneur du dieu afin de placer le départ des troupes sous de bons augures. Le censeur est aidé durant la cérémonie par de jeunes assistants (les camilli), l'un d'eux est en train de verser l'eau lustrale. Derrière la figure de Mars, deux musiciens accompagnent le sacrifice. L'un d'eux joue de la lyre et l'autre de la tibia. Ils semblent accompagner le camillus qui se tient derrière l'autel et qui chanterait la precatio. Derrière les victimes avance le deuxième censeur, il tient un étendard (vexillum).

#### Troisième séquence
Enfin, à l'extrémité droite du bas-relief sont représentés deux fantassins et un cavalier (eques) accompagné de son cheval. Avec les deux autres fantassins représentés entre la première et deuxième séquence, l'artiste rappelle ainsi l'existence de quatre classes de fantassins (pedites) mobilisables et de l'aristocratie qui constitue la cavalerie.

### La scène mythologique
Les panneaux portant la scène mythologique, un thiase marin de style hellénistique tardif, sont constitués d'un marbre différent provenant d'Asie,. Ils sont conservés à la glyptothèque de Munich. Les reliefs représentent probablement les noces de Neptune et Amphitrite.

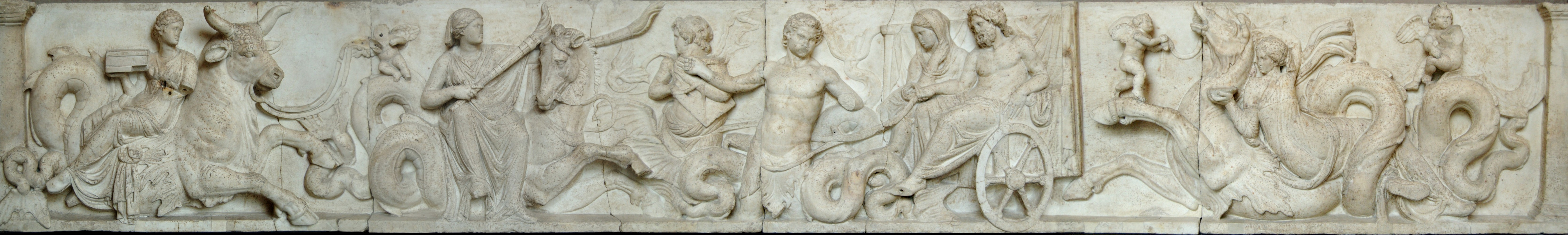
Thiase marin des reliefs dit « de Domitius Ahenobarbus », panneau de devant.

Au milieu de la composition, Neptune et Amphitrite sont assis dans un char tiré par deux Tritons jouant de la musique. Ils sont entourés de nombreuses créatures fantastiques, Tritons et Néréides, qui font cortège au couple nuptial. À gauche, une Néréide chevauchant un taureau de mer apporte un présent. Devant elle, face au couple, avance la mère d'Amphitrite, Doris, montée sur un Triton à la tête de cheval et tenant une torche nuptiale dans chaque main pour éclairer le cortège. Sur sa droite, on aperçoit un Éros, créature associée à Vénus. Derrière le char du couple, une Néréide accompagnée de deux Érotes et chevauchant un hippocampe porte un autre présent.